# Ljubov Bruletova
Ljubov Aleksandrovna Bruletova (ryska: Любовь Александровна Брулетова), född den 17 september 1973 i Ivanovo, Ryssland, är en rysk judoutövare.
Hon tog OS-silver i damernas extra lättvikt i samband med de olympiska judotävlingarna 2000 i Sydney.